# 理縣張家碉房
理縣張家碉房位於四川省阿壩州理縣，文物遺址年代判定為清。2012年7月16日公佈為第八批四川省文物保護單位。
理縣張家碉房位於四川省阿壩藏族羌族自治州理縣下孟鄉班達村，始建於清代，現為村民張德雲住宅，坐南朝北，總占地面積714.5平方米，共四層18間，內壁有彩繪壁畫，並存放有石刻佛像、石刻佛教吉祥語、印板等重要文物。碉房為石木結構，融藏漢建築風格於一體，建於懸崖之上，地勢險要，氣勢宏偉。其建築形制獨特，彩繪壁畫精美，具有重要的歷史、建築和藝術研究價值。2009年，張家碉房被阿壩藏族羌族自治州理縣人民政府公佈為縣級文物保護單位。